# Hill Harper
Francis Eugene „Hill” Harper (ur. 17 maja 1966 w Iowa City) − amerykański aktor filmowy i telewizyjny.

## Życiorys
Urodził się w Iowa City w stanie Iowa, jako syn Marilyn Harper (z domu Hill), jednej z pierwszych czarnoskórych praktykujących anestezjologów w Stanach Zjednoczonych i współautorki książki Purple Wearing, i Harry’ego D. Harpera II, psychiatry. Hill Harper zainteresował się aktorstwem w wieku siedmiu lat. Ukończył Bella Vista High School (1984) w Fair Oaks, następnie Uniwersytet Browna z cum laude (1988) i Harvard Law School z cum laude (1992). Ponadto uzyskał stopień magistra administracji publicznej z John F. Kennedy School of Government przy Uniwersytecie Harvarda.
W 1993 po raz pierwszy wystąpił na ekranie w sitcomie Fox Świat według Bundych i jako Phil Wilson w filmie krótkometrażowym Confessions of a Dog. Zagrał m.in. w filmie Spike’a Lee Autobus (1996), dreszczowcu Roba Cohena Sekta (2000) u boku Paula Walkera i Joshuy Jacksona. Za rolę Alexa Watersa, umierającego na AIDS, odsiadującego 25-letni wyrok więzienia za gwałt, którego twierdzi, że nie popełnił, w dramacie The Visit (2000) z Billym Dee Williamsem był nominowany do Independent Spirit Awards. 
Popularność zdobył dzięki roli dr. Sheldona Hawkesa w serialu telewizyjnym CSI: Kryminalne zagadki Nowego Jorku. 

## Filmografia

### Filmy
- 1993: Dyniogłowy II: Krwawe skrzydła jako Peter
- 1996: Autobus jako Xavier
- 1997: Wszystko albo nic jako Michael Simmons
- 1998: Pokochać jako Halle
- 1998: Gra o honor jako Coleman „Booger” Sykes
- 2000: Sekta jako Will Beckford
- 2006: Rasa jako Noah
- 2015: Wstrząs jako Christopher Jones
- 2017: All Eyez on Me jako dziennikarz
- 2018: Wywiad z Bogiem jako Gary
- 2019: Słońce też jest gwiazdą jako Lester Barnes

### Seriale TV
- 1993: Dzień za dniem jako pielęgniarz
- 1993-94: Świat według Bundych jako Aaron Mitchell
- 1994: Renegat jako Clarence „Dex” Dexter
- 1994: M.A.N.T.I.S.
- 1994: Strażnik Teksasu jako B.J. Mays
- 1994: Bajer z Bel-Air jako Dana
- 1994: Klient jako J-Top
- 1996: Nowojorscy gliniarze jako Bo-Bo Thomas
- 1997: Ostry dyżur jako pan Jackson
- 2004: Rodzina Soprano jako Stokley Davenport M.D.
- 2004: CSI: Kryminalne zagadki Miami jako dr Sheldon Hawkes
- 2004-2013: CSI: Kryminalne zagadki Nowego Jorku jako dr Sheldon Hawkes
- 2005: 4400 jako Edwin Mayuya
- 2013–2014: Kamuflaż jako Calder Michaels
- 2015: Madam Secretary jako Aiden Humphrey
- 2015–2016: Limitless jako Spelman Boyle
- 2017: Homeland jako Rob Emmons, szef sztabu
- 2017-: The Good Doctor jako dr Marcus Andrews

## Publikacje
- Hill Harper: Letters to a Young Brother: Manifest Your Destiny. Gotham, 2007. ISBN 978-1592402496. Brak numerów stron w książce
- Hill Harper: Letters to a Young Sister: DeFINE Your Destiny. Gotham, 2009. ISBN 978-1592404599. Brak numerów stron w książce
- Hill Harper: The Conversation: How (Black) Men and Women Can Build Loving, Trusting Relationships. Gotham, 2010. ISBN 978-1592405787. Brak numerów stron w książce
- Hill Harper: The Wealth Cure: Putting Money in Its Place. Gotham, 2011. ISBN 978-1592406500. Brak numerów stron w książce
- Hill Harper: The Wiley Boys. Harper Hill, 2011. ISBN 978-0974721873. Brak numerów stron w książce
- Hill Harper: Letters to an Incarcerated Brother: Encouragement, Hope, and Healing for Inmates and Their Loved Ones. Gotham, 2013. ISBN 978-1592407248. Brak numerów stron w książce